# Mispila impuncticollis
Mispila impuncticollis là một loài bọ cánh cứng trong họ Cerambycidae.